# Estação espacial

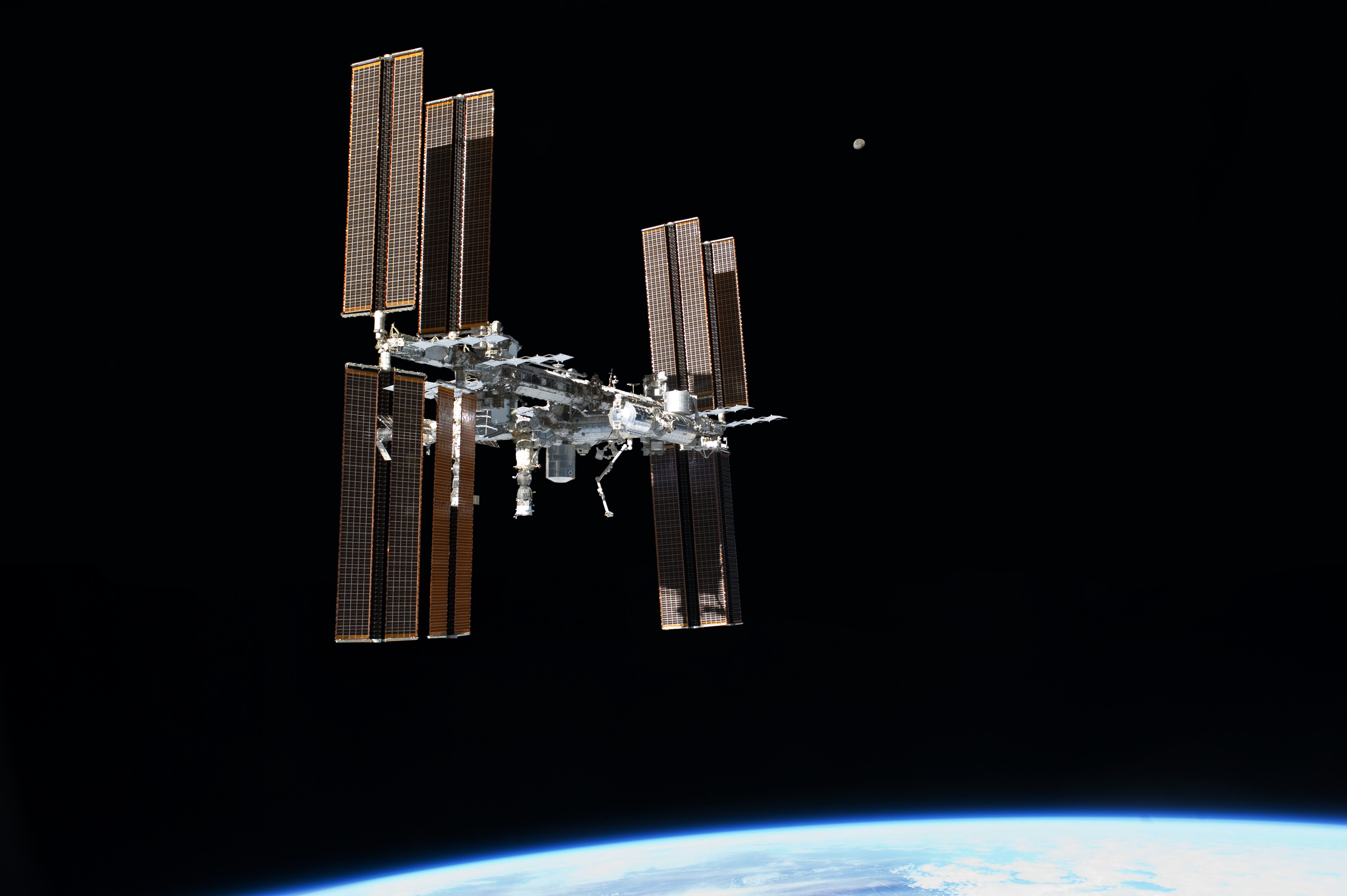
A Estação Espacial Internacional em maio de 2011.

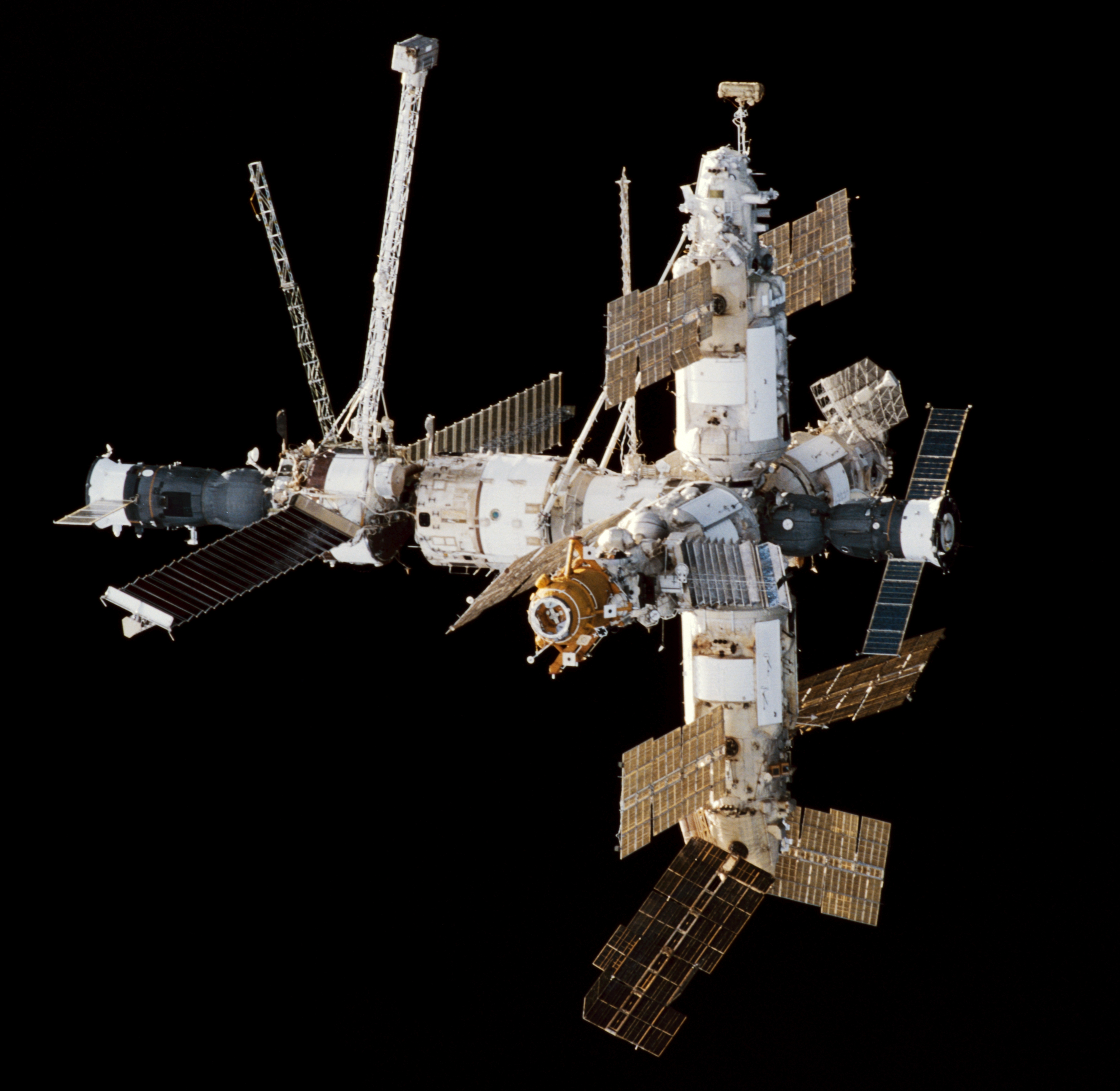
A Mir em 9 de fevereiro de 1998 vista do ônibus espacial Endeavour durante a missão STS-89.

Estação espacial é uma estrutura artificial concebida para a permanência humana no espaço. A distinção entre uma estação espacial e uma nave espacial reside na ausência de sistemas de propulsão ou de aterragem — em vez disso, são necessários outros veículos para transportes para a estação. As estações espaciais são desenhadas para suportar a vida em órbita a médio prazo, por períodos de semanas, meses, ou mesmo anos.
As estações espaciais são utilizadas para estudar os efeitos no corpo humano de longos períodos de permanência no espaço, bem como para proporcionar melhores plataformas para investigação científica, comparativamente a outros veículos espaciais.
A expressão "estação espacial" foi cunhada pelo alemão Hermann Oberth em 1923 para descrever uma estrutura que serviria como ponto de partida para viagens a Lua e Marte.

## Estações espaciais construídas
Estações espaciais do passado e actuais:
- Programa Salyut: Salyut 1, Salyut 4, Salyut 6 e Salyut 7
- Programa Almaz: Salyut 2, Salyut 3 e Salyut 5
- Skylab
- Mir
- Estação Espacial Internacional (ISS)
- Tiangong 1

Adicionalmente, a Bigelow Aerospace encontra-se a desenvolver módulos habitacionais insufláveis, destinados à construção de estações espaciais.
Desde o voo da Soyuz 11 à Salyut 1, todas as missões tripuladas ultrapassaram o seu recorde no embarque com estações espaciais. O recorde actual de 437,7 dias foi estabelecido por Valeri Polyakov na MIR de 1994 a 1995. Em 2000, 3 astronautas completaram missões de mais de um ano de duração, todas na MIR.
Alguns desenhos de estações espaciais foram propostos como habitats espaciais de longo prazo para grandes quantidades de pessoas, essencialmente "cidades no espaço", onde as pessoas se instalassem permanentemente. No entanto estas concepções não passam de hipotéticas, e nunca foram consideradas para implementação.

## Lista de estações espaciais ocupadas
| Estação espacial | Lançamento                              | Reentrada                        | Dias em uso | Dias em uso | Tripulação total e visitantes | Visitas    | Visitas        | Massa (kg) |
| Estação espacial | Lançamento                              | Reentrada                        | Em órbita   | Ocupada     | Tripulação total e visitantes | Tripuladas | Não tripuladas | Massa (kg) |
| ---------------- | --------------------------------------- | -------------------------------- | ----------- | ----------- | ----------------------------- | ---------- | -------------- | ---------- |
| Salyut 1         | 19 de Abril de 1971 01:40:00 UTC        | 11 de Outubro de 1971            | 175         | 24          | 3                             | 2          | 0              | 18 425     |
| Skylab           | 14 de Maio de 1973 17:30:00 UTC         | 11 de Julho de 1979 16:37:00 UTC | 2 249       | 171         | 9                             | 3          | 0              | 77 088     |
| Salyut 3         | 25 de Junho de 1974 22:38:00 UTC        | 24 de Janeiro de 1975            | 213         | 15          | 2                             | 1          | 0              | 18 500     |
| Salyut 4         | 26 de Dezembro de 1974 04:15:00 UTC     | 3 de Fevereiro de 1977           | 770         | 92          | 4                             | 2          | 1              | 18 500     |
| Salyut 5         | 22 de Junho de 1976 18:04:00 UTC        | 8 de Agosto de 1977              | 412         | 67          | 4                             | 2          | 0              | 19 000     |
| Salyut 6         | 29 de Setembro de 1977 06:50:00 UTC     | 29 de Julho de 1982              | 1 764       | 683         | 33                            | 16         | 14             | 19 000     |
| Salyut 7         | 19 de Abril de 1982 19:45:00 UTC        | 7 de Fevereiro de 1991           | 3 216       | 816         | 26                            | 12         | 15             | 19 000     |
| Mir              | 19 de Fevereiro de 1986 21:28:23 UTC    | 23 de Março de 2001 05:50:00 UTC | 5 511       | 4 594       | 137                           | 39         | 68             | 124 340    |
| ISS              | 20 de Novembro de 1998 21:28:23 UTC     | —                                | 3 490       | 2 777       | 173 - 47(T) ~126(V)           | 40         | 18             | 254 638    |
| Tiangong 1       | 29 de Setembro de 2011 13:16:03.507 UTC | 2 de Abril de 2018               | 2           | 0           | 0                             | 0          | 0              | 8 506      |